# Oxalis violacea
Oxalis violacea L. è una pianta erbacea perenne appartenente alla famiglia delle Oxalidacee.

## Distribuzione e habitat
La specie è diffusa negli Stati Uniti e in  Messico.